# Åre kommun
Åre kommun er en kommune med 10.225 indbyggere i Jämtlands län i landskabet Jämtland i Sverige. Hovedbyen er Järpen. Kommunen har et samlet areal på 8292,67 km2  – heraf består 7262,75 km2 af land og 1029,92 km af vand.2

## Byområder
Der findes seks byområder i Åre Kommune:
| Nr | Byområde   | Indbyggertal |
| -- | ---------- | ------------ |
| 1  | Järpen     | 1 439        |
| 2  | Åre        | 1 260        |
| 3  | Mörsil     | 674          |
| 4  | Duved      | 637          |
| 5  | Undersåker | 384          |
| 6  | Hallen     | 223          |